# Arcispedale di Santo Spirito in Saxia
L'Arcispedale di Santo Spirito in Saxia è un antico ospedale (in funzione anche come centro congressi) nel rione di Borgo, a Roma. Situato nei pressi di Città del Vaticano, esso è adiacente al moderno Ospedale di Santo Spirito, che ne prosegue l'opera e la tradizione. L'ospedale fu istituito nel sito dove in antichità risiedeva la "Schola dei Sassoni" (latino: Schola Saxonum). Esso è l'ospedale più antico d'Europa.

## Premessa

### La fraternità Cristiana
Il Cristianesimo fece nascere negli uomini un nuovo sentimento filantropico, così come è testimoniato dalle parole di Tertulliano: " Noi siamo come fratelli per diritto di natura, nostra comune Madre".. Lo stesso Tertulliano inveisce contro i pagani e il loro modo di curare gli infermi, per la maggior parte lasciati al loro ingrato destino. E così il sentimento di amore, di carità, di pietà e di sollecitudine verso i malati ricevette un salutare e vivissimo impulso con il cambiamento di prospettiva offerto dalla religione Cristiana. È ragionevole, quindi, attribuire la nascita degli ospedali alla spinta data dalla Cristianità che, anche nelle tenebre delle Catacombe, non mancava di "essere verso i più bisognosi." 
Questo sentimento si tramutò finalmente in pratica nel 325 d.C. con il Concilio di Nicea I in Bitinia dove i 300 e oltre vescovi riuniti stabilirono che “in ogni città si costruiscano abitazioni dette Xenodochi ed ospizi per i pellegrini, per i poveri e per gli infermi.” 
Tali abitazioni furono affidate ai vescovi delle varie diocesi: ognuno di essi era considerato “padre dei poveri” e a tal proposito nelle Costituzioni Apostoliche troviamo ”O vescovo, abbi cura dei poveri, quale ministro di Dio, distribuendo a tempo il necessario a ciascuno, alle vedove, agli orfani, ai derelitti, agli infermi e ai disgraziati”.
Dopo il Concilio di Nicea I la Chiesa si impegnò fortemente nella realizzazione di Brefotrofi per gli infanti esposti, Orfanotrofi, Gerontocomi per gli anziani non autosufficienti, nonché Xenodochi e Nosocomi, per i pellegrini.

## Storia

### Dalla Schola dei Sassoni alla nascita dell'Ospedale

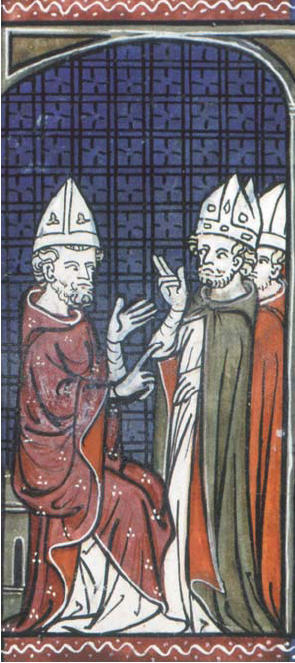
Papa Innocenzo III

L'edificio originario dell'ospedale Santo Spirito in Saxia fu la Schola, eretta anticamente con l'indirizzo di Nosocomio per volontà del re del Wessex, Ina (689-726). All'inizio dell'VIII secolo la Schola era stata concepita per ospitare il grande numero di pellegrini anglosassoni che visitavano annualmente Roma ed in particolare i suoi innumerevoli luoghi santi, come la tomba del Principe degli Apostoli. Lo stesso Beda ricorda che "Dalla Britannia venivano nobili e plebei, uomini e donne, guerrieri e artigiani, giovani e vecchi". Fu un pellegrinaggio che durò per secoli; in quel periodo Roma ebbe una tale notorietà che si contano non meno di dieci sovrani in pellegrinaggio ad limina Apostolorum": ad esempio, il primo celebre ospite romano fu Cedwalla, Re dei Sassoni occidentali (685-688). A seguito della fondazione della Schola, l'intero quartiere assunse una fisionomia esotica tanto da essere rinominata “città dei Sassoni”; ancora oggi, infatti, il rione sulla riva destra del Tevere vicino a San Pietro è chiamata "Borgo".
Sul principio del Pontificato di Leone IV un violento incendio, reso celebre dalla pittura di Raffaello, L'incendio di Borgo, invase la contrada dei Sassoni, danneggiando anche le Scholae dei Frisoni, dei Longobardi, dei Franchi e degli stessi Sassoni, fino a toccare la Basilica di San Pietro. Un così vasto incendio non poteva non essere doloso; difatti risulta che fosse stato appiccato dai Saraceni, penetrati per via fluviale. Fu lo stesso Papa Leone IV che curò la ricostruzione della chiesa di Santa Maria in Saxia e della Schola dei Sassoni e in questo ritrovo di pellegrini molti Re dell'Europa del nord come Burgredo dei Merci, Boerredo o il principe Alfredo il Grande trovarono riposo dopo un viaggio stancante.

Seguì un periodo di florida vita; ma a causa di avvenimenti storici come l'invasione dei Normanni in Inghilterra nel 1066 e l'inizio delle crociate, che convogliarono le masse di pellegrini ad altre mete, l'istituzione decadde e di essa non rimase che il nome. In seguito alla occupazione di Gerusalemme da parte dei Turchi, i Cavalieri di San Giovanni in Gerusalemme che avevano ampliato e gestito l'Ospedale di San Giovanni, nel 1291 dovettero rifugiarsi a Cipro, (successivamente nel 1309 a Rodi, da cui presero il nome; nome che successivamente modificarono, quando nel 1530 su concessione di Carlo V si stabilirono definitivamente a Malta). Nell'ansia di indire la Quarta crociata, Innocenzo III incaricò un esperto Cavaliere dell'Ordine di ricostruire l'ospedale e vi si appose anche il simbolo che richiama lo Stemma della Città di Roma. Fu proprio Papa Innocenzo III a riportarla in auge, rielaborandola e rendendola uno dei più celebri ospedali del mondo. Successivamente alla ricostruzione il Papa, il 25 novembre 1198, dette incarico della sua gestione e salvaguardia della struttura. Egli approvò e raccomandò l'Ordine degli Ospitalieri, attraverso la bolla “Religiosam vitam”, in cui accoglieva Guido di Montpellier e l'istituto da lui fondato sotto la protezione e i privilegi del Vaticano. Rilevante fu pure la vicenda riguardante i bambini orfani: per proteggerli e tutelarli, Innocenzo III dedicò a loro una nuova istituzione, la celebre "ruota degli esposti" dove venivano lasciati i bambini abbandonati.

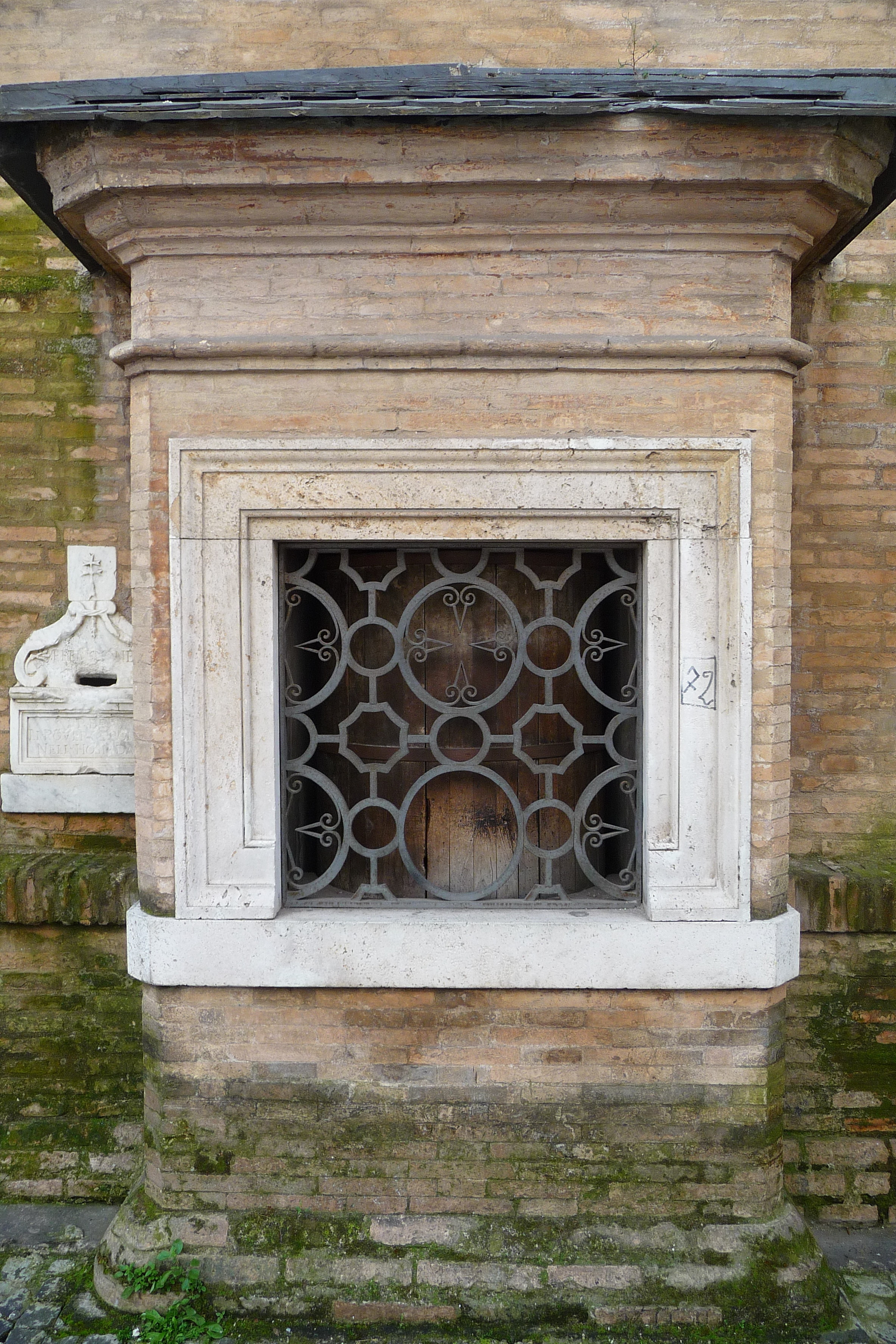
La ruota degli esposti

Poco più tardi il vescovo di Chartres, Reginaldo, donerà una prebenda della sua chiesa all'ospedale di Santo Spirito, ancora chiamato di S. Maria in Saxia. Con la consacrazione di questa nuova istituzione, Innocenzo III creò uno statuto di regole per l'ordine degli Ospitalieri che ricevettero l'incarico di gestire e salvaguardare l'ospedale, sempre sotto la guida di Guido da Montpelier.
Nel 1201 lo stesso Papa diede in dote all'ospedale di Santa Maria la chiesa omonima e le sue rendite. Sarà proprio questo l'atto che sancì la nascita del Venerando ospedale romano di Santo Spirito in Saxia; la chiesa limitrofa diventò invece un luogo di ospitalità. All'inizio della sua monumentale esistenza però la nuova struttura era costituita solo da una corsia rettangolare, illuminata da piccole finestre e in grado di assistere 300 infermi e 600 poveri.
L'ospedale ricevette cospicue donazioni, come quelle di Giovanni senza terra, Re d'Inghilterra, che concesse "La donazione della chiesa di Wirtel e delle sue rendite quale dote all'Ospedale", oppure quelle dello stesso Papa Innocenzo, che promosse edifici da affiancare al nuovo istituto e che dal gennaio 1208 concesse alla nuova struttura il privilegio della Stazione Sacra nella domenica dopo l'ottava Epifania, accrescendo in questo modo lo zelo dei fedeli. La celebrazione era accompagnata da una processione ed una cerimonia solenne, dopo la quale il Papa elargiva 3 denari ai membri dell'ospedale e a 1000 poveri accorsi. Fu un evento importantissimo che fece radunare la popolazione nel nascente istituto. Particolarmente significativa fu l'omelia pronunciata dal Papa, che esordì con le parole del Vangelo del giorno: "Nel terzo giorno si fecero nozze in Cana, e v'intervenne la Madre di Gesù. Fu invitato alle nozze anche Gesù con i suoi discepoli [...]". Sull'Ospedale romano posero le mani i Papi più illustri, e di secolo in secolo esso ottenne grandezza e splendore, grazie soprattutto alle offerte e alle donazioni di benefattori di tutto il Mondo Cattolico, tanto che il pontefice Pio VI lo poté proclamare "Il trono della Carità Cattolica".

### Il beato Guido di Montpellier

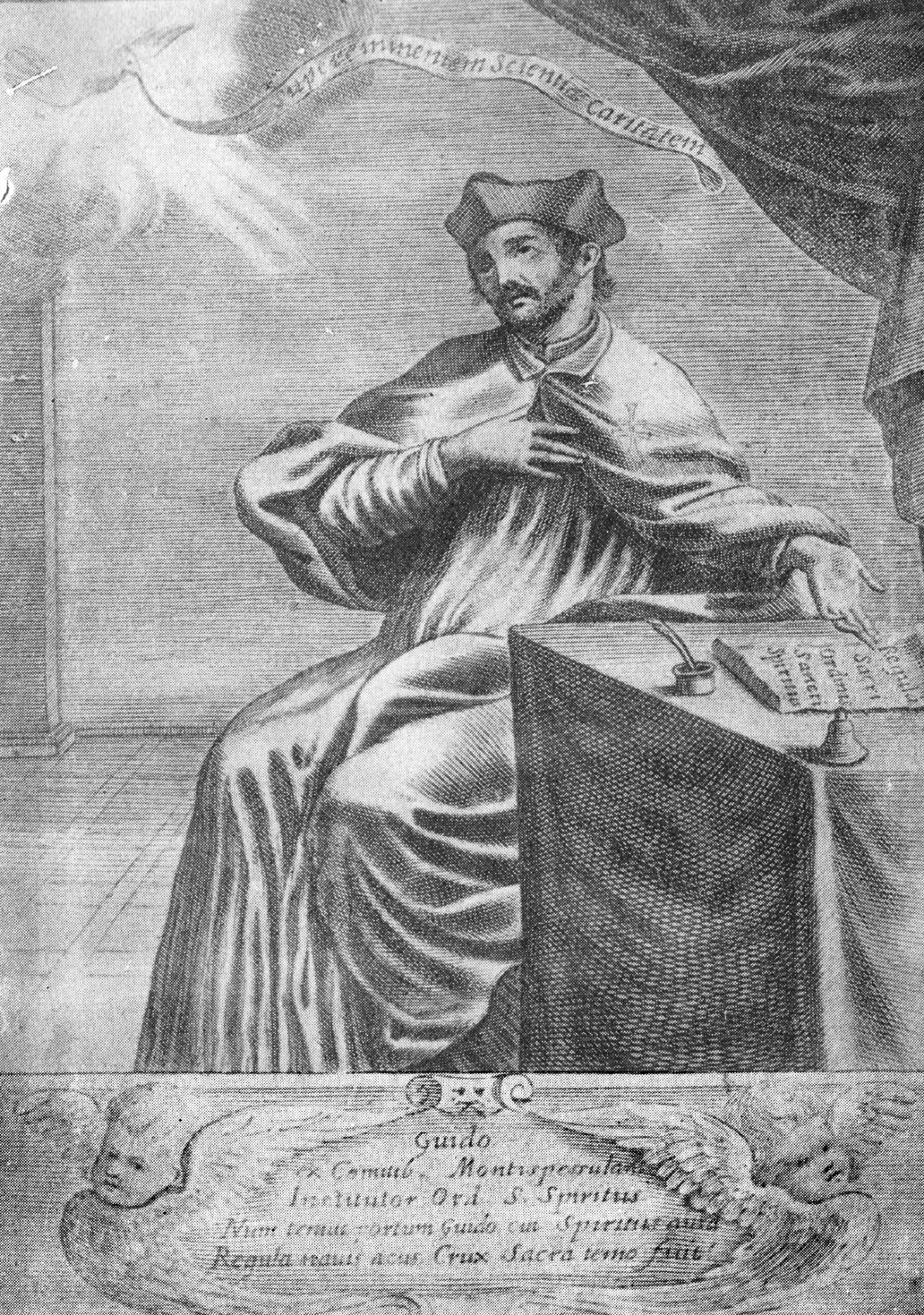
Il beato Guido di Montpellier

Conosciuto come cavaliere templare proveniente dalla famiglia dei conti di Guillaume di Montpellier. Egli costruì nella sua città natale una Casa Ospitale che sorgeva nella zona oggi denominata "Pyla-Saint-Gely", e fondò un ordine regolare di Frati Ospitalieri (1170), perché si dedicassero all'assistenza degli infermi, dei fanciulli abbandonati e di tutti i quanti avessero bisogno di aiuti e di cure. Documenti che risalgono al decennio 1180-90 ci dicono che l'ospedale di Montpellier era già in auge, come d'altra parte il nuovo ordine degli Ospitalieri. Proprio questo documento testimonia la presenza in Francia di già 6 Case di Santo Spirito, che seguivano il modello di Montpellier.
Dando vita all'organizzazione di Santo Spirito, Guido volle che: "l'assistenza e la cura degli infermi fosse esente dalla freddezza di un servizio prezzolato, facendola assurgere al grado di un sacro dovere, degno di essere paragonato alla purezza dell'epoca apostolica e del primo cristianesimo." Il futuro Papa Innocenzo III già nella sua permanenza in Francia aveva potuto ammirare questa efficiente realtà, tanto da commentare: "Qui si ristorano gli affamati, si vestono i poveri, si nutriscono i fanciulli orfani e proietti, si amministra il necessario agli infermi e agli indigenti si elargisce ogni consolazione. Cosicché il Maestro e i Frati di Santo Spirito non devono denominarsi ospiti dei poveri, ma loro servi, ed essi soli sono i veri indigenti perché caritatevolmente distribuiscono quanto è necessario ai bisognosi."
Ed infatti, appena salito al soglio papale, Innocenzo III celebrò pubblicamente l'istituzione delle case di Santo Spirito: Va ricordato che la ricostruzione fu affidata al Commendatore Roma dei Cavalieri Ospedalieri di San Giovanni in Gerusalemme di Amalfi che gli addusse lo stemma tuttora presente sugli immobili. Tale stemma fa riferimento alla croce rostrata di Amalfi e dell'ordine fondato dal Beato Gerardo Sasso di Scala (Amalfi)- solo dopo fu affidata la sola gestione e salvaguardia dell'Ospedale da Guido da Monpellier- "Da sicure informazioni sappiamo che l'ospedale di Santo Spirito, fondato in Montpellier dal nostro diletto figlio Frate Guido, su tutti gli altri ospedali di nuova fondazione rifulge per Religione e per esercizio della più grande carità Ospitaliera, come sanno bene tutti coloro che ne hanno avuto l'esperienza".
La stima di Innocenzo III verso Guido era tanta che il Papa lo nominò commissario contro gli eretici in Francia. Con la bolla del 1198 egli confermò la fondazione degli Ospitalieri e l'accolse sotto la sua protezione, insieme a tutte le filiali francesi e quelli nascenti a Roma, come Santa Maria in Trastevere e Sant'Agata sulla via Aurelia. Il desiderio di Guido ebbe la fortuna d'incontrarsi con il pensiero di Innocenzo III. Il Papa stesso, in una sua lettera ai vescovi della Francia, proclamò Guido come “Uomo timorato di Dio e dedicato alle opere di Carità”.

### L'avvento di Sisto IV
Nel 1471 l'ospedale fu preda di un imponente incendio che lo ridusse in uno stato fatiscente. Sisto IV, in visita all'ospedale poco dopo la sua nomina a pontefice (1471-1484), lo descrive: “le mura cadenti, gli edifici angusti, tetri, privi d'aria e di ogni più elementare comodità, offrono l'aspetto di un luogo destinato più alla relegazione che a ricuperare la salute”. Ne decise la ricostruzione immediata, anche in previsione del Giubileo. Grazie a Papa Sisto IV il nosocomio rifiorì, divenendo il maggiore luogo per la ricerca scientifica in ambito medico: basti ricordare che al suo interno si avvicendarono illustri medici come Giovanni Tiracorda (medico di Clemente X) e, più tardi, Giovanni Maria Lancisi, Giorgio Baglivi. Inoltre, proprio all'interno dell'Antica Spezieria dell'ospedale fu sperimentato l'utilizzo della corteccia di china nel trattamento della malaria.

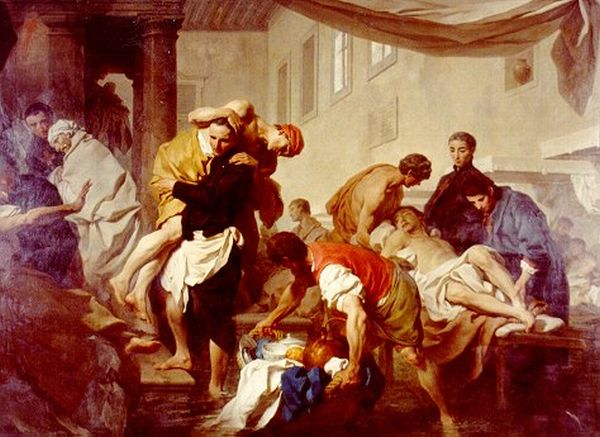
San Camillo de Lellis salva gli ammalati dell'Ospedale di San Spirito durante l'inondazione del Tevere del 1598. Autore: Pierre Hubert Subleyras

L'ospedale godette anche della presenza di importanti personalità religiose quali San Filippo Neri e San Camillo De Lellis nel XVI secolo. Infine, ilTeatro di Anatomia fu di richiamo per artisti e scienziati come Michelangelo, Leonardo Da Vinci e Sandro Botticelli: quest'ultimo ha riprodotto la facciata dell'ospedale nello sfondo dell'affresco denominato “Le Tentazioni di Cristo” nella Cappella Sistina (1481/82), nella scena della guarigione del lebbroso.

### La più antica regola del Santo Spirito

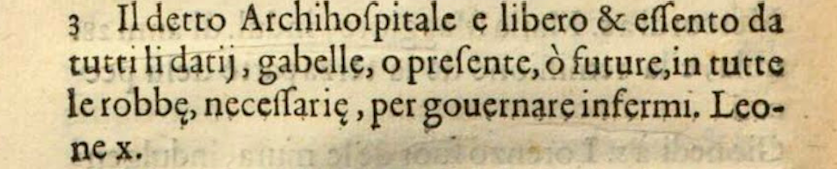
Esenzione fiscale totale dell'Archiospedale di Santo Spirito al fine del supporto agli infermi da parte di Leone X.

A fondamento dell'ordine Ospitaliero è la Regola che consta di ben 105 brevi capitoli, molti dei quali riprendono per lunghi tratti doveri di altri ordini religiosi sorti precedentemente. Della Regola del Santo Spirito esistono due esemplari di epoca posteriore: uno si trova nell'Archivio di Stato in Roma e l'altro nell'archivio dell'ospedale di Digione, ambedue risalenti al XV secolo. Questa Regola ha la grande efficacia di calarci nell'ambiente ospitaliero, pervaso da disciplina e altruismo, e chiarisce in maniera esaustiva com'era scandita la vita quotidiana nell'ospedale. In particolare, è importante sottolineare come la maggior parte dei capitoli siano incentrati a rendere più confortevole e sana la permanenza degli infermi nella Struttura. Così il Cap. 1 afferma che ogni bene è comune e che "Nessuno ardisca dire che una cosa è sua", oppure nel Cap.15 "Norma costante sia lo spirito di carità", o infine nel Cap. 33 dove si trovano norme scrupolose riguardo alla necessità di provvedere agli indumenti ed alla nutrizione degli orfani.

### Ospedali di Santo Spirito nati in Italia nei secoli XII e XIII
Già sul finire del XII secolo si riscontra l'esistenza in Roma di due ospedali dell'Ordine di Santo Spirito: il primo (quello di cui si parla maggiormente in questa trattazione) vicino a S.Maria in Trastevere; l'altro nei pressi di Sant'Agata, alle porte della città. Mentre nel XII secolo in Italia se di ospedali sotto quest'ordine se ne potevano contare sostanzialmente 3, includendo anche quello vicino alla chiesa di S. Biagio ad Orte, già alla fine del secolo seguente gli Ospedali di Santo Spirito ammontavano già a un centinaio, molti dei quali nel Lazio e gli altri in Umbria, Abruzzo, Marche, Toscana e Regno di Napoli. Di questi ricordiamo i più famosi ed importanti: oltre alla casa madre di Roma, quello di Firenze, di Milano, di Foligno, di Pozzuoli e di Viterbo.

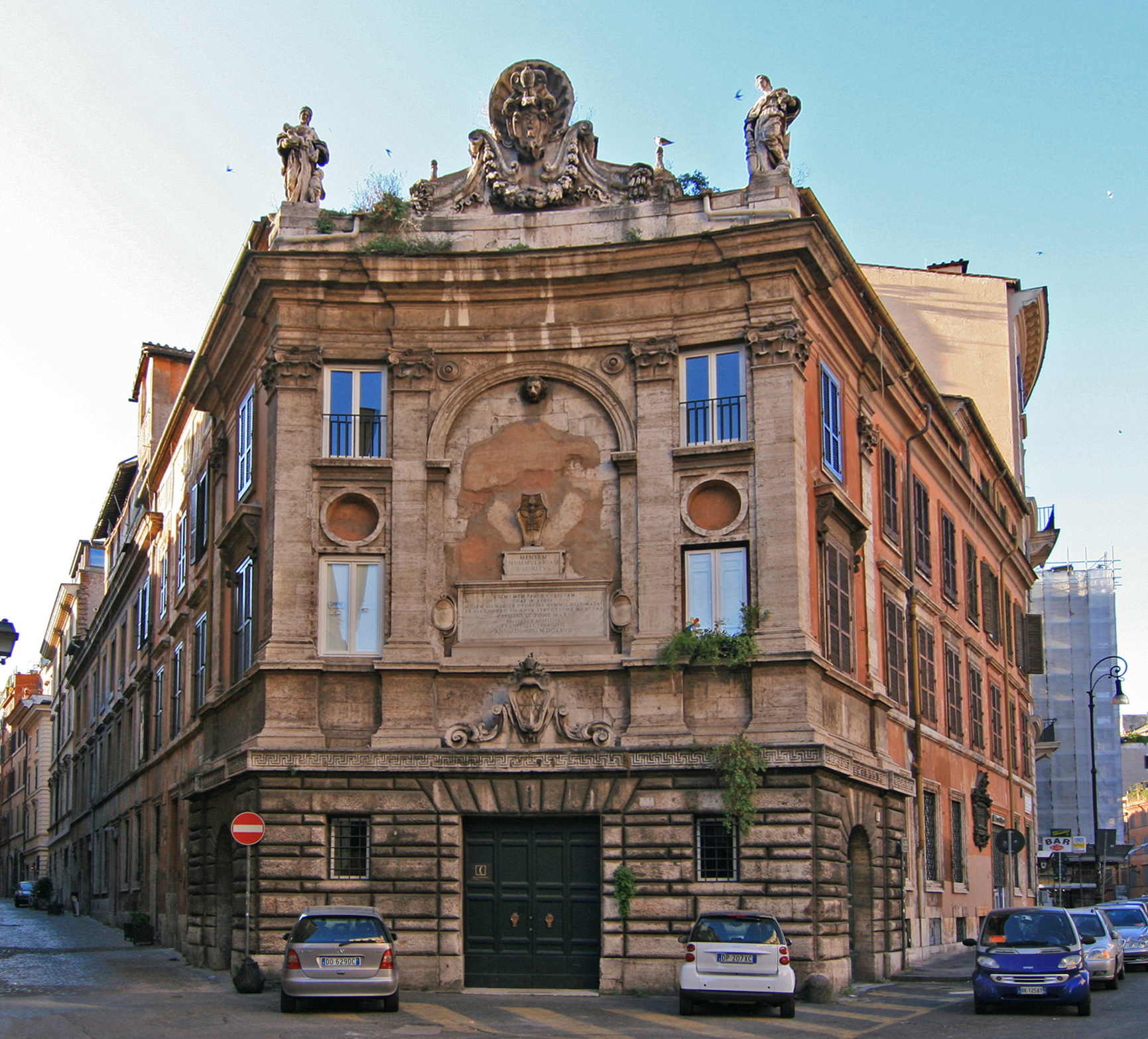
Il palazzo del Banco di Santo Spirito

### Età moderna
Nel 1605, al fine di assicurarne una più razionale gestione dei beni e la continuità del finanziamento, papa Paolo V gli affiancava l'istituzione del Banco di Santo Spirito, che nel XVII secolo prese sede presso il quartiere dei Banchi non lontano dalla testata di Ponte Sant'Angelo.
Dal 1896 all'amministrazione dell'ospedale di Santo Spirito, già fiore all'occhiello dell'attività assistenziale durante il papato e divenuto il principale ospedale di Roma che a fine secolo XVIII conservava ancora un consistente patrimonio terriero per oltre 15.000 ettari (con numerose tenute tra cui le principali Santa Severa, Palidoro e Castel di Guido), furono unificate le amministrazioni di altri ospedali romani con la ragione sociale Pio Istituto di Santo Spirito ed Ospedali riuniti di Roma divenendo il complesso ospedaliero più vasto d'Europa per essere poi sciolto nel 1976. L'intero patrimonio fu trasferito al Comune di Roma nel 1981.

### Oggi
Dal 2000 ad oggi il complesso monumentale è uno dei poli congressuali della capitale e viene gestito dalla società Giubilarte srl. Al suo interno vengono organizzati eventi, convegni, serate di gala, sfilate di moda e mostre d'arte. Inoltre il complesso Santo Spirito in Saxia fa parte dell'Associazione internazionale di Dimore storiche (Historic Conference Centres of Europe) e supporting member della Healthcare Convention and Exhibitors Association.

## Il complesso

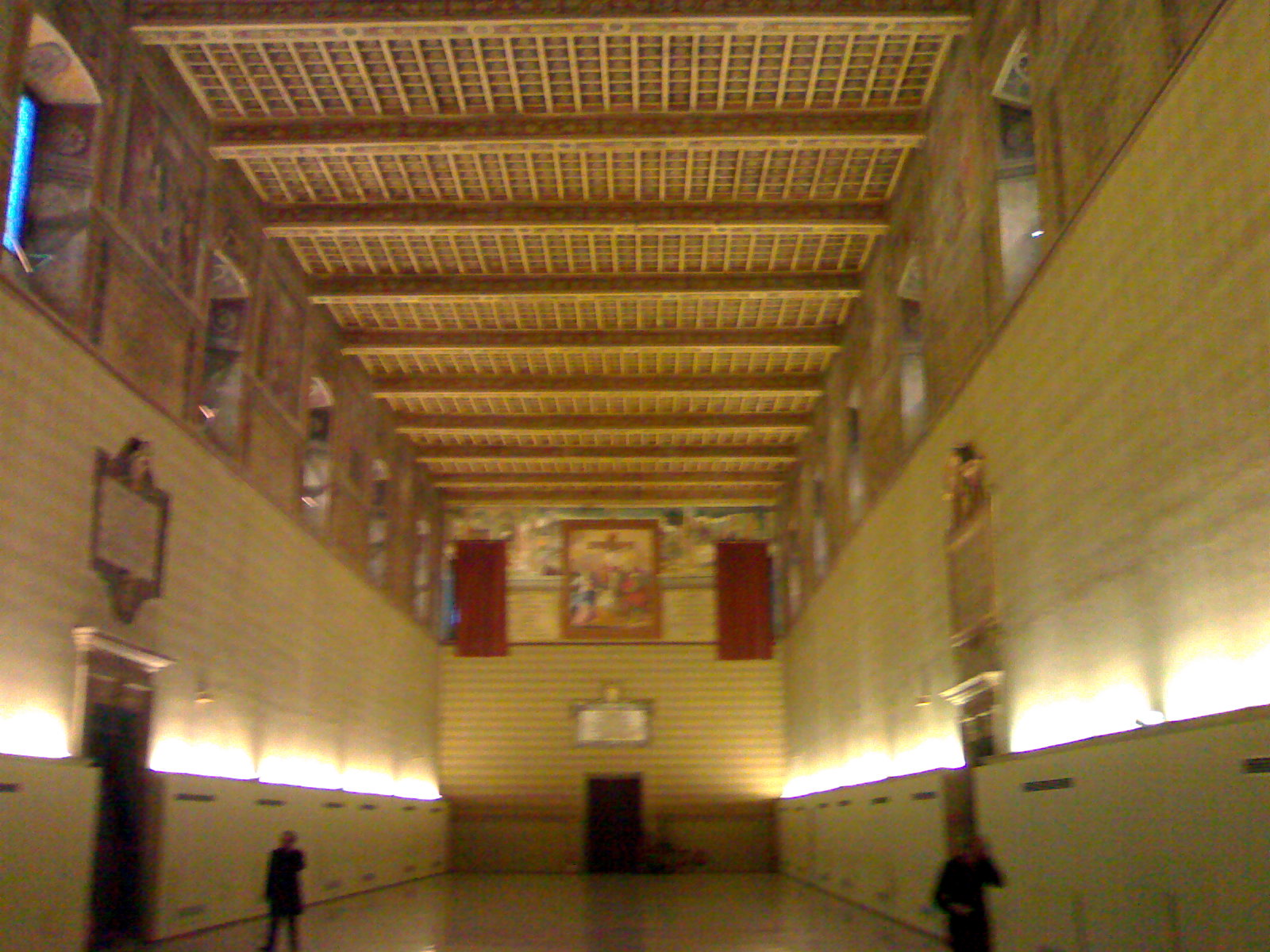
Corsia Sistina,Braccio Sud

### La corsia Sistina

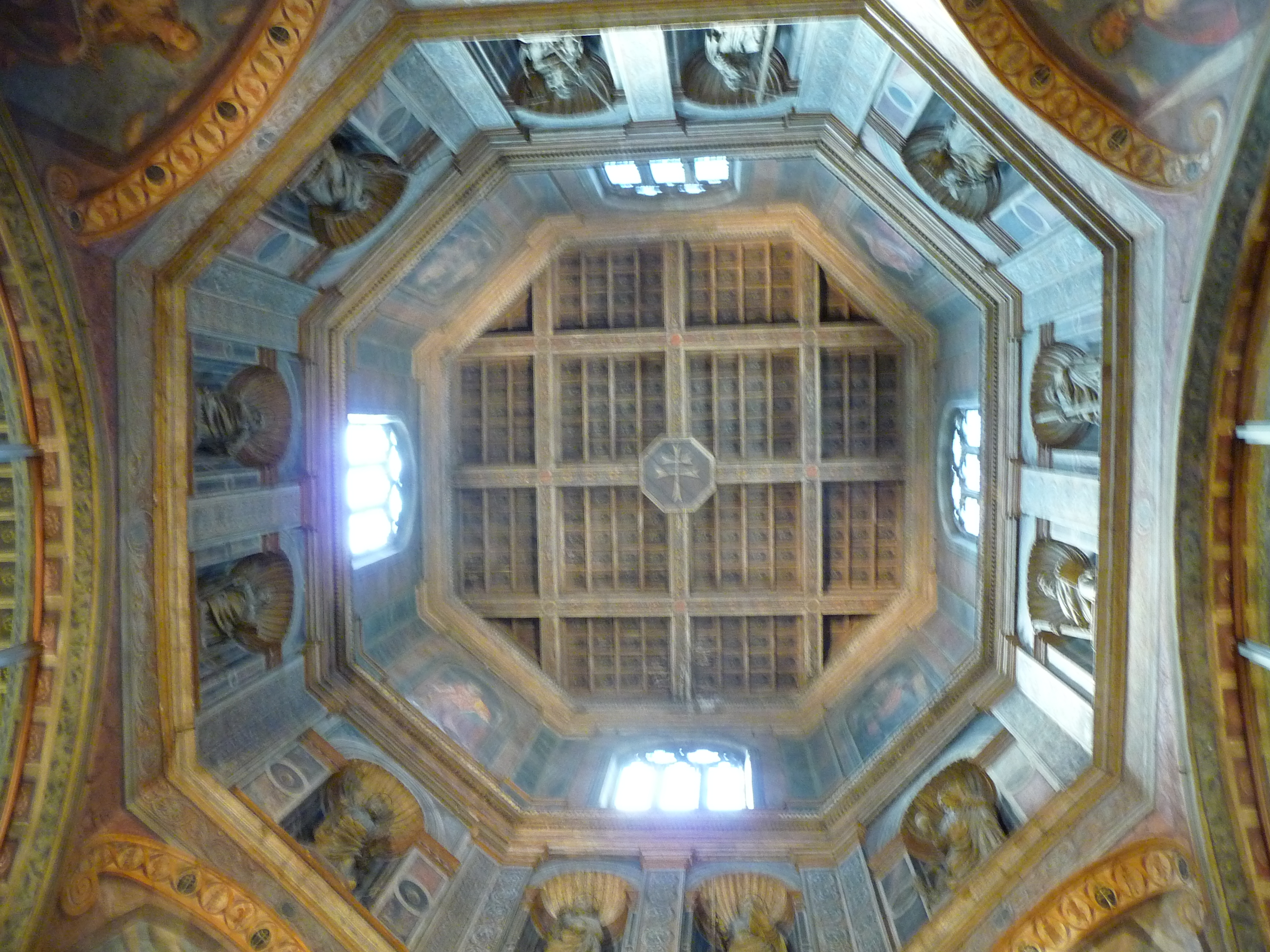
Corsia Sistina, interno della torre ottagonale

Voluta fortemente da Sisto IV dopo le devastazioni, i saccheggi e gli incendi, la corsia Sistina è l'edificio principale dell'ospedale. Sormontata da una torre ottagonale, la corsia è un'immensa aula lunga 120 m e larga 12 m, la quale si affaccia lungo Borgo Santo Spirito ed è divisa in due sezioni distinte da un tiburio: i due ambienti, così formatesi, presero il nome di Braccio di sotto" e "Braccio di sopra. Il tiburio, che mette in contatto le due sale, è diviso in due ordini: all'esterno si possono ammirare delle finestre bifore e trifore attribuite all'architetto parmense Giovanni Pietro Ghirlanducci, mentre all'interno sono presenti nicchie a conchiglia contenenti statue degli Apostoli e sottarchi a botte, a cassettoni che ne suggeriscono l'attribuzione all'artista Giovannino dè Dolci.
Al centro del tiburio si erge un altare, che dovrebbe essere l'unica opera romana realizzata dal Palladio; inoltre anticamente dietro l'altare era presente un organo, il cui suono allietava gli ammalati durante la loro permanenza. Nel protiro del tiburio si apre uno dei due ingressi principali dell'antico Nosocomio sistino, con un duplice portale: quello interno, detto del Paradiso, viene attribuito a Andrea Bregno. Accanto al portale del Bregno troviamo la Ruota degli esposti, voluta da Innocenzo III per l'accoglienza degli orfani. L'altro ingresso dell'ospedale, invece, riprodotto dal Botticelli in un affresco della Cappella Sistina, è preceduto da un ampio porticato ad arcate su pilastri ottagoni. Sulle pareti della corsia, nell'anno 1478 fu eseguito a fresco un fregio che raffigurava, in più di cinquanta quadri illustrati, le origini dell'ospedale Innocenziano e gli episodi più importanti della vita di Sisto IV. A realizzarli furono gli artisti della scuola Umbro-Romana e discepoli come quelli del Melozzo, del Ghirlandaio, del Pinturicchio e di Antoniazzo Romano.
Il ciclo delle rappresentazioni che ricordano l'origine dell'ospedale e pochi episodi relativi ad Innocenzo III inizia sulla parete orientale e prosegue fino alla parete di mezzogiorno; da qui parte la raffigurazione sulla vita e sulle gesta di Sisto IV. Tra gli episodi più importanti sono da ricordare quelli inerenti all'uccisione dei bambini gettati nel Tevere, “il sogno di Innocenzo III” o come “ i pescatori presentano cadaveri di bambini a Innocenzo III”, forse uno dei quadri più significativi dell'intero ciclo. Fu proprio questo sogno che spinse Innocenzo III a fondare la Schola dei Sassoni, come detto sopra, luogo originario dell'ospedale Santo Spirito. La Corsia Sistina fa capo a tutto il complesso di Santo Spirito in Saxia, che comprende anche i Chiostri dei Frati, delle Monache e del Pozzo e il Palazzo del commendatore. Tutto il complesso è situato nell'area occupata in epoca romana dalla villa di Agrippina Major (moglie di Germanico e madre di Caligola), di cui ancora oggi, nei locali sottostanti la Corsia Sistina, sono visibili resti di muri “ad opus reticulatum”, pavimenti in mosaico, frammenti di marmi scolpiti e resti di affreschi.
Il tiburio riporta alcune decorazioni di Filippo Severati di metà Ottocento con gli stemmi dei papi più rilevanti nella storia del complesso.
All'inizio del XX secolo, il caratteristico corpo principale dell'Ospedale subì una parziale demolizione a causa della costruzione dell'attiguo ponte sul Tevere.

### Chiostri dei Frati e delle Monache

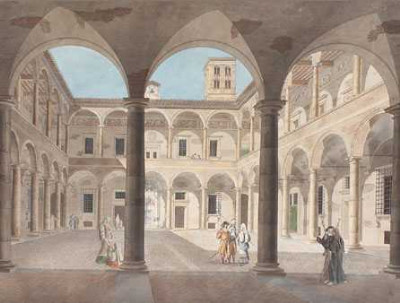
Johann Gottfried Gutensohn, Ospedale di Santo Spirito, 1821

Dopo la costruzione del braccio di Sotto della Corsia Sistina, Papa Sisto IV fece erigere due edifici religiosi al servizio dell'istituto: uno per i frati e uno per le suore. Entrambe le costruzioni, che avevano in comune il refettorio e la cucina, si articolano intorno ad un chiostro rettangolare, incorniciato da un doppio loggiato ad arcate poggianti su colonne ioniche. All'apparenza molto simili, i due chiostri presentano però sottili differenze significative: quello delle monache, infatti, è più grande di un'arcata e presenta sulle mostre delle porte e delle finestre lo stemma di Sisto IV, riproposto anche al centro delle volte a crociera angolari. Nel 1479, inoltre, alcuni ambienti dell'edificio delle monache furono destinati a ospizio dei nobili e in seguito alle nutrici che si occupavano dei bambini proietti. Nel 1791 dodici colonne del chiostro dei frati e 10 di quello delle monache furono asportate dai nipoti di Pio VI, che le reimpiegarono nella costruzione dello scalone d'onore di Palazzo Braschi.
In ognuno dei due chiostri, al centro, è posta una fontana: tra le due, la più importante è quella del cortile delle monache, denominata Fontana dei Delfini, esempio di raffinata eleganza cinquecentesca, presumibilmente opera di Baccio Pontelli.
Bisogna tener presente che oltre al cortile delle monache e a quello dei frati ne è presente anche un terzo, posto all'interno dei portici dell'Antico Conservatorio. Tale chiostro è circondato da un giardino con al centro un semplice ma elegante pozzo.

### Il Palazzo del Commendatore

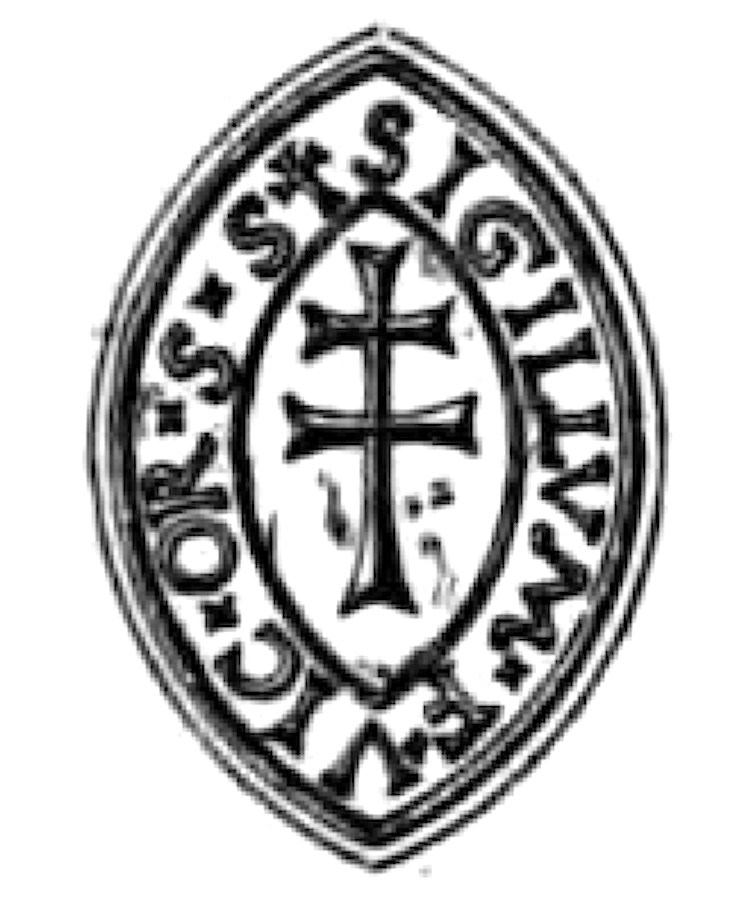
La croce di Lorena, stemma del Santo Spirito

Il palazzo del commendatore, ampliamento cinquecentesco del complesso ospedaliero, fu realizzato durante il pontificato di Pio V e fu dedicato a monsignor Bernardino Cirillo, commendatore dal 1556 al 1575, considerato uno dei più celebri commendatori dell'Istituto. Il palazzo si snoda intorno a un cortile quadrangolare delimitato da un duplice loggiato, con archi sorretti da colonne i cui capitelli sono di ordine dorico per il loggiato inferiore e di ordine ionico per quello superiore.
Il soffitto è a volta di vela nel porticato inferiore e ligneo in quello superiore, mentre l'area del cortile è a impluvio, alla maniera di quelli realizzati nelle case romane. Nell'arco centrale del loggiato inferiore si può ammirare una fontana voluta da Papa Paolo V, per ornamento del Palazzo Vaticano, e successivamente trasferita nel Palazzo del Commendatore da Papa Alessandro VII. In corrispondenza della fontana, a livello del loggiato superiore, si trova un grande orologio, posto al centro dello stemma della famiglia del precettore Ludovico Gazzoli. Ai lati del quadrante, incorniciato dalla figura di un serpente che lambisce la propria coda, simbolo di eternità, è posta una croce a due assi orizzontali, emblema del Santo Spirito. A sinistra dell'ingresso principale del cortile si accede all’antica Spezieria dell'Ospedale che, restaurata di recente, accoglie ancora oggi i magnifici vasi giunti fino a noi, insieme ad una ricchissima collezione di pregiatissimi quadri.

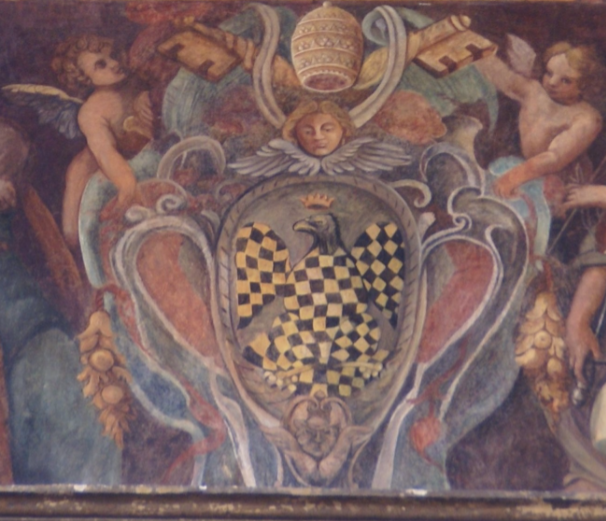
Stemma di Papa Innocenzo III, nel palazzo del Commendatore

A destra dell'ingresso principale vi sono l'Accademia Lancisiana e lo scalone, che consente l'accesso al primo piano del Palazzo e al loggiato superiore, con un calco in gesso di un prezioso bassorilievo di Antonio Canova raffigurante una lezione di Anatomia. Le pareti del loggiato superiore sono completamente decorate da affreschi commissionati dal precettore Teseo Aldrovandi al pittore della scuola Salernitana Ercole Pelillo, e raffiguranti vedute di paesaggi, panoplie e grottesche. Direttamente dal loggiato si accede attraverso un duplice ingresso all'appartamento del Commendatore, costituito da varie sale adorne di magnifici arazzi, mobili d'epoca e sculture, tra cui una Madonna con Bambino di Andrea del Verrocchio. La più prestigiosa delle sale è sicuramente il salone delle feste, detto Salone del Commendatore.
Questo ambiente fu completamente affrescato dai fratelli Jacopo e Francesco Zucchi, che rappresentarono, nei dipinti la storia dell'Ospedale, dal sogno di papa Innocenzo III, alla visita dei cantieri dell'ospedale di Papa Sisto IV, all'intera e complessa opera di Carità svolta dall'Istituto(rif. par. "Corsia Sistina"). le singole scene qui rappresentate presentano l'aspetto di arazzi incorniciati da panneggi sui quali, alternativamente, sono raffigurati lo stemma del Santo Spirito con la tipica croce detta di Lorena e quello della famiglia Aldrovandi. Agli angoli della sala, infine, troviamo effigi di festoni e frutta.

### Biblioteca Lancisiana

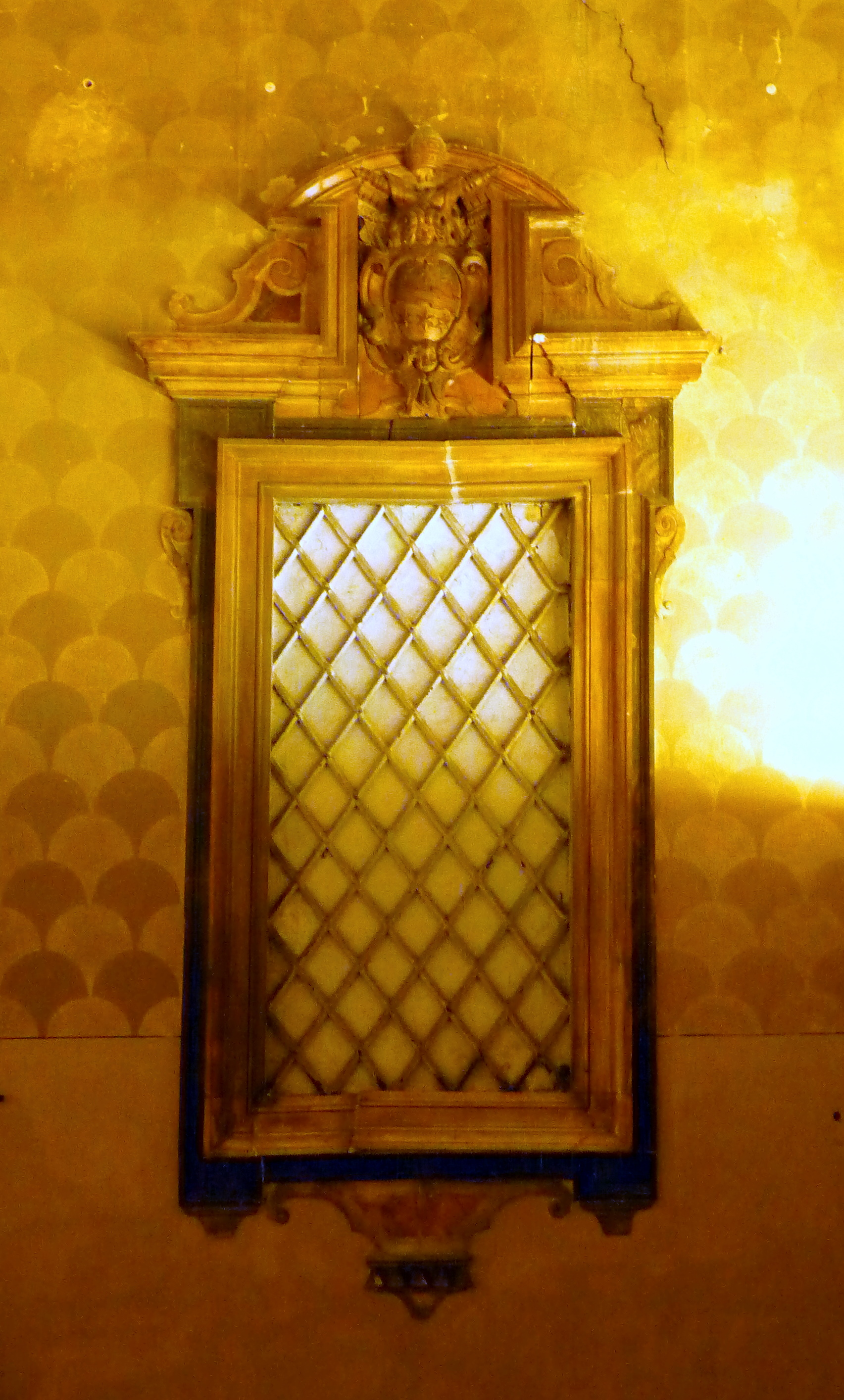
sala Lancisi, finestra della spezieria

Dal Salone del Commendatore, oltre che direttamente dal loggiato superiore, si accede alla biblioteca Lancisiana, fondata nel 1711 da Giovanni Maria Lancisi, archiatra e medico di Papa Innocenzo XI e insigne studioso, che fece della biblioteca l'anima del suo disegno di promozione della cultura scientifica. Inaugurata nel 1714 alla presenza del Pontefice Clemente XI, si compone si due ampie sale: la prima costituita da un atrio e un vestibolo; la seconda, nucleo originario della libreria, dotata di 16 scansie lignee. Fra le raccolte di volumi qui conservate, è importante ricordare la collezione del Lancisi, una raccolta di testi donati al Re di Francia Luigi XIV, dal Granduca di Toscana Cosimo III e dal principe Fürstenberg. La biblioteca conserva, inoltre, 373 preziosi manoscritti di epoche diverse che vanno dal XIV al XX secolo, tra cui 2 codici pergamenacei degli scritti di Avicenna, in latino, e il più conosciuto Liber Fraternitatis Sancti Spiritus. Dietro una delle pareti della libreria una finestrella aprendosi all'altezza degli affreschi della Corsi Sistina consentiva ai vari Commendatori che si sono succeduti nella gestione dell'Istituto, il controllo dell'operato del personale addetto all'assistenza degli ammalati. Al centro della sala principale della biblioteca, infine, ci sono due magnifici globi del 1600.

### Accademia Lancisiana
Il Palazzo del commendatore ospita la sede dell'Accademia Lancisiana, fondata dal medico Lancisi nel 1715 e attiva ancora oggi.

### Museo storico nazionale dell'arte sanitaria
Il complesso ospita la sede del museo storico nazionale dell'arte sanitaria.

## Chiesa
Il complesso comprende la chiesa di Santo Spirito in Sassia.